# Polyeuctos

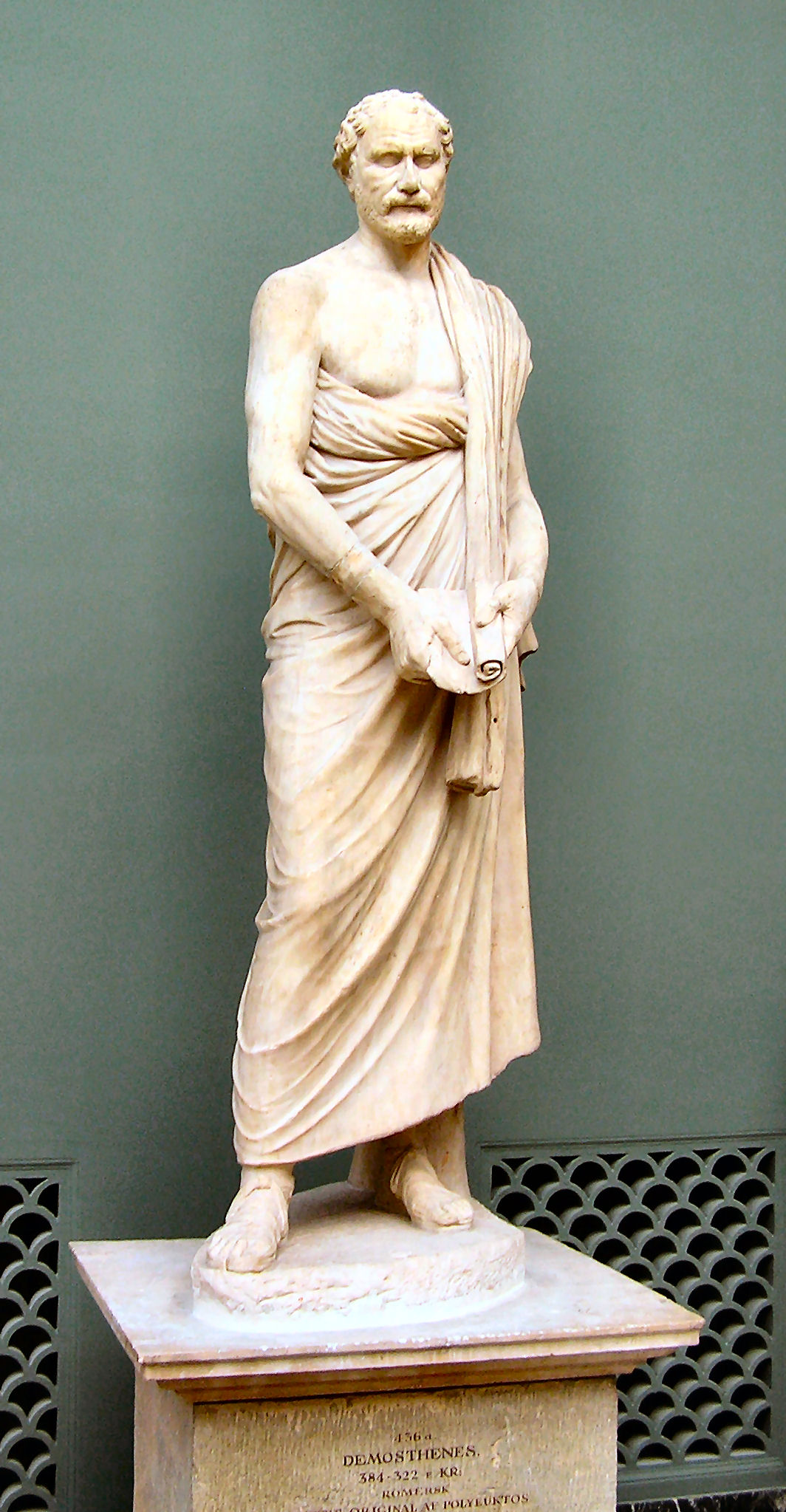
Démosthène, copie de l'œuvre de Polyeuctos, Ny Carlsberg Glyptotek

Polyeuctos  (en grec ancien Πολυεύκτος) est un sculpteur grec de l'époque hellénistique.
On ne lui connaît qu'une seule œuvre, un portrait en bronze de l'orateur Démosthène. La statue fut exécutée en 280 av. J.-C., 42 ans après la mort de son sujet, sur commande du peuple athénien et à l'initiative du neveu de l'orateur, Démocharès. Elle fut érigée sur l'agora, non loin de l'autel des Douze Dieux et du monument des héros éponymes,,. La base de la statue portait le distique suivant :

« Si tu avais eu autant de force que ta pensée, Démosthène,
jamais l'Arès macédonien n'aurait gouverné les Grecs. »

Devenue célèbre grâce à son sujet, la statue fut souvent copiée à l'époque romaine. Une anecdote rapportée par Plutarque a permis de reconnaître l'œuvre dans un type statuaire regroupant deux copies plus grandes que nature, conservées à la Ny Carlsberg Glyptotek et aux musées du Vatican, et une cinquantaine de bustes.

« Un soldat, cité en justice par son chef, déposa le peu d'or qu'il possédait entre les mains de la statue de Démosthène, qui avait les doigts serrés et près de laquelle avait poussé un platane de petite taille. De nombreuses feuilles de cet arbre (…) s'amoncelèrent autour de l'or, le recouvrirent et le cachèrent longtemps ; quand l'homme revint, il retrouva son trésor. L'histoire se répandit et beaucoup de gens d'esprit en prirent prétexte pour composer, à l'envi, des épigrammes sur le désintéressement de Démosthène. »

L'anecdote a pour principal intérêt de décrire la position des mains de la statue, qui correspond tout à fait aux deux statues précédemment citées, même si les mains de l'exemplaire de Copenhague ont été modifiées par le copiste.
L'œuvre de Polyeuctos marque un tournant dans la tradition grecque du portrait : le sculpteur s'est attaché à représenter non pas la personnalité publique, mais la force intérieure de l'orateur. Démosthène apparaît vieillissant, tendu, le visage marqué par une profonde concentration. La pose, saisissante, a été reprise par plusieurs artistes à l'époque moderne, notamment par Daniel Chester French dans sa statue d'Abraham Lincoln pour le Lincoln Memorial.